# Nâves-Parmelan
Nâves-Parmelan är en kommun i departementet Haute-Savoie i regionen Auvergne-Rhône-Alpes i sydöstra Frankrike. Kommunen ligger i kantonen Annecy-le-Vieux som tillhör arrondissementet Annecy. År 2022 hade Nâves-Parmelan 1 001 invånare.

## Befolkningsutveckling
Antalet invånare i kommunen Nâves-Parmelan
| Referens: INSEE |